# Gmina Give
Gmina Give (duń. Give Kommune) – istniejąca w latach 1970–2006 gmina w Danii w okręgu Vejle Amt.
Siedzibą władz gminy było miasto Give.
Gmina Give została utworzona 1 kwietnia 1970 na mocy reformy podziału administracyjnego Danii. Po kolejnej reformie administracyjnej w roku 2007 weszła w skład nowej gminy Vejle.

## Dane liczbowe
- Liczba ludności: (♀ 7165 + ♂ 6925) = 14 090
  - wiek 0–6: 9,2%
  - wiek 7–16: 14,8%
  - wiek 17–66: 62,6%
  - wiek 67+: 13,4%
- zagęszczenie ludności: 35,0 osób/km²
- bezrobocie: 3,4% osób w wieku 17–66 lat
- cudzoziemcy z UE, Skandynawii i USA: 110 na 10 000 osób
- cudzoziemcy z krajów Trzeciego Świata: 138 na 10 000 osób
- liczba szkół podstawowych: 6 (liczba klas: 94)